# 塞巴斯蒂安·里韦拉
塞巴斯蒂安·里韦拉（西班牙語：Sebastian Rivera，1998年8月27日—），波多黎各男子摔跤运动员。他曾代表波多黎各参加2024年夏季奥林匹克运动会摔跤比赛，获得男子自由式65公斤级铜牌。